# الدائرة الانتخابية الخامسة (الكويت)
الدائرة الانتخابية الخامسة، هي إحدى الدوائر الانتخابية التابعة لانتخابات مجلس الأمة الكويتي. وهذي الدائرة فيها 114 الف ناخب عام 2009.

## تضم المناطق التالية
- الأحمدي
- المقوع
- واره
- الصبيحية
- الجعيدان حتى حدود الكويت مع المملكة السعودية غربا.
- هدية
- الفنطاس
- المهبولة
- أبو حليفة
- الفنيطيس
- المسيلة
- ضاحية صباح السالم
- الرقة
- الصباحية
- الظهر
- العقيلة
- القرين
- العدان
- القصور
- مبارك الكبير
- ضاحية فهد الأحمد
- ضاحية جابر العلي
- الفحيحيل
- المنقف
- ضاحية علي صباح السالم
- ميناء عبد الله
- الزور
- الوفرة
- المنطقة الجنوبية حتى الحدود الكويت مع المملكة العربية السعودية جنوبًا
- أبو فطيرة
- صباح الأحمد